# David Murray Cuban Ensemble Plays Nat King Cole en Español
David Murray Cuban Ensemble Plays Nat King Cole en Español – wydany w 2010 r. (w Polsce w 2011 r.) album saksofonisty Davida Murraya w towarzystwie kubańskich i meksykańskich muzyków oraz 11-osobowej sekcji smyczkowej. Płyta jest hołdem złożonym wybitnemu jazzmanowi, jakim był Nat King Cole. W nowych interpretacjach zawarte tu zostały kompozycje z longplayów: „Cole Español” (1958) oraz „More Cole Español” (1962). Murray przygotowywał się do tego projektu od 10 lat. Nr katalogowy Universal: 2763593.

## Lista utworów
1. El Bodeguero
2. Quizas, quizas, quizas
3. Tres Palabras
4. Piel Canela
5. No me platique
6. Black Nat
7. Cachito
8. A Media Luz
9. Aqui se habla en amor